# 9 Sagittarii
9 Sagittarii (9 Sgr) is een spectroscopische dubbelster in het sterrenbeeld Boogschutter op 3834 lichtjaar van de zon. De ster heeft een spectraalklasse van O4V, wat betekent dat het een zeer hete hoofdreeksster is.